# Даниел Любоя
Даниел Любоя (на сръбски: Данијел Љубоја Danijel Ljuboja) е сръбски футболист, роден на 4 септември 1978 в град Винковци на територията на днешна Хърватия. Притежава и френски паспорт.

## Кариера
Любоя започва да тренира футбол в Динамо (Винковци). Минава и през юношеските формации на НК Осиек, Цървена звезда и Сошо. Първият му професионален договор е именно със Сошо, подписан преди сезон 1998/1999. Две години по-късно преминава в Страсбург, където освен мачовете за първенство има и два мача с два гола в турнира за Купата на УЕФА. През януари 2004 г. е закупен от ПСЖ, с който записва и пет мача в Шампионската лига. През 2005 г. е взет под наем от Щутгарт, като няколко месецо по-късно подписва договор до 2009 г. Любоя предявява искане заплатата му да бъде увеличена двойно, защото е доста по-ниска от тази, която е получавал в ПСЖ. За наказание за това искане е заточен да тренира с дублиращия отбор.
В края на август 2006 г. е даден под наем за една година на Хамбургер ШФ, където печели титулярно място и освен това участва във всички шест мача на отбора в Шампионската лига. След като през февруари Любоя не се явява на няколко часа при рехабилитатора бива наказан да тренира една седмица с аматьорския отбор. Тъй като не показва старание на тренировките, треньорът Хууб Стевенс го изключва от А отбора. През лятото на 2007 Хамбургер не се възползва от опцията за закупуването му.
За Сърбия Любоя има 19 мача и един гол, като на Световното през 2006 влиза в два мача като резерва.

## Успехи
- Купа на Франция – 2001 със Страсбург
- Вицешампион на Франция – 2005 с ПСЖ